# Thomas Rebbe
Thomas Rebbe (* 16. Juni 1976 im Sauerland) ist ein deutscher Journalist und Medienmanager. Er ist seit 2010 Chefredakteur von WEB.DE und GMX.

## Leben
Thomas Rebbe studierte Kommunikationswissenschaft, Markt- und Werbepsychologie sowie Theaterwissenschaft an der LMU München und schloss das Studium 2003 ab. Er war Stipendiat der Journalistischen Nachwuchsförderung der Konrad-Adenauer-Stiftung sowie Stipendiat des Karrierenetzwerks e-fellows.net.
Seit 2004 war er zunächst als Chef vom Dienst für das Nachrichtenangebot von GMX und später auch für WEB.DE tätig. Seit Juli 2010 ist er Chefredakteur von GMX in Deutschland, Österreich und der Schweiz sowie von WEB.DE und 1&1.
2022 ließ Rebbe das redaktionelle Angebot von WEB.DE und GMX im Rahmen der „Journalism Trust Initiative“ (JTI) von Reporter ohne Grenzen als vertrauenswürdige Nachrichtenquellen zertifizieren.
Seit Oktober 2016 ist Thomas Rebbe ehrenamtliches Vorstandsmitglied der Stiftung United Internet for Unicef.

## Publikationen
- Wie Klicks die Redaktionsarbeit beeinflussen. In: Mast, Claudia (Hrsg.): ABC des Journalismus. Herbert von Halem, 2018, ISBN 978-3-7445-0821-6